# Timálie stříbrouchá
Timálie stříbrouchá (Leiothrix argentauris) je druh barevného zpěvného ptáka, který se přirozeně vyskytuje ve východní a jihovýchodní Asii od podhůří Himálaje až po Malajský poloostrov a Sumatru.

## Systematika a výskyt
Timálie stříbrouchá je jen těžko zaměnitelným druhem díky výrazné kombinaci černé hlavy se stříbřitě bílými skvrnami v oblasti uší společně se žlutým zobákem a oranžově žlutou hrudí.
Timálie stříbrouchá byla historicky řazena do čeledi timáliovití (Timaliidae), nicméně tato čeleď byla rozdělena a timálie stříbrouchá tak spadá do samostatné čeledi Leiothrichidae. V rámci této čeledi je řazena společně s timálií čínskou (Leiothrix lutea) do rodu Leiothrix, jindy je pro ni vytvořen samostatný rod Mesia. Existuje několik popsaných poddruhů s proměnlivým opeřením. Je zapotřebí dalších analýz, aby se zjistilo, zda tyto poddruhy spadají pod jeden druh či nikoli. Těmito poddruhy jsou:
- M. argentauris argentauris (Hodgson, 1837) – severní a východní Indie, Bhútán, severní Myanmar a jižní Čína
- M. argentauris galbana (Mayr & Greenway, 1938) – jižní Myanmar a severní Thajsko
- M. argentauris ricketti (La Touche, 1923) – severní Laos a Vietnam, čínské provincie Jün-nan, Kuej-čou a Kuang-si
- M. argentauris cunhaci (Robinson & Kloss, 1919) – Jižní Laos a Vietnam, Kambodža
- M. argentauris tahanensis (Yen Kwokyung, 1934) – jižní Thajsko a poloostrovní Malajsie
- M. argentauris rookmakeri (Junge, 1948) – severní Sumatra
- M. argentauris laurinae (Salvadori, 1879) – jižní Sumatra

## Chování
Timálie stříbrouchá se rozmnožuje sezónně v období od listopadu do srpna, i když v severní části areálu výskytu začíná období rozmnožování později, až v dubnu. Hnízdo je hlubokou šálkovitou skulpturou z rostlinných materiálů a na jeho stavbě se podílí samec i samice. Hnízdo bývá umístěno při zemi nebo až do výšky několika metrů v křovinné vegetaci. Jeho výstavba trvá asi čtyři dny. Vejce jsou bíle zbarvená s hnědými skvrnkami. Snůška činí mezi dvěma až pěti vejci, přičemž v Indii je typický počet vajec 4, zatímco v Malajsii jsou běžnější 2 nebo 3 vejce. O inkubaci se starají oba rodiče, trvá asi 13 až 14 dní od snesení prvního vajíčka. O vylíhnutá mláďata pečují též oba rodiče. Opeření je dosaženo po asi 12 dnech, avšak i následujících několik týdnů mláďata využívají péče rodičovského páru.
Ve stravě timálie stříbrouché dominuje hmyz a jeho larvy, stejně jako ovoce a v menší míře semena. Při shánění potravy se často sdružuje do větších skupin.

## Ohrožení
Podle Mezinárodního svazu ochrany přírody se jedná o málo dotčený taxon (díky velkému areálu výskytu a početné stabilní populaci).